# Boulder Dash II
Boulder Dash II è un videogioco rompicapo d'azione, secondo della serie di Boulder Dash, pubblicato nel 1985 per i computer Apple II, Atari 8-bit, Commodore 64, MSX, PC IBM compatibili (PC booter) e ZX Spectrum dalla First Star Software in America e da vari editori in Europa. In copertina molte versioni hanno il sottotitolo Rockford's Revenge, mentre su MSX il sottotitolo a video è Rockford's Riot, usato anche come titolo da una raccolta per C64 e Spectrum britannica. Il funzionamento del gioco è praticamente lo stesso del precedente Boulder Dash, ma con nuovi livelli.
Venne pubblicato anche in raccolta insieme al primo Boulder Dash, in Super Boulder Dash (Electronic Arts, 1986; Apple, Atari, C64, PC) e in Rockford's Riot + Boulder Dash (Monolith, etichetta della Beyond, 1985; C64 e Spectrum). Nel caso dello Spectrum Boulder Dash II uscì prima nella raccolta che come titolo autonomo; nel caso dell'Apple II è possibile che sia uscito soltanto nella raccolta.
Esiste anche una conversione non ufficiale per Commodore 16. Un'edizione limitata di cartucce per Atari 5200 è stata realizzata nel 2005 per il retrogaming.

## Modalità di gioco
Il funzionamento generale del gioco è lo stesso di Boulder Dash (vedi); in breve, si controlla il personaggio Rockford che si muove scavando la terra dentro caverne bidimensionali, fa crollare pericolosi massi quando toglie il terreno sotto di essi, raccoglie diamanti, e deve affrontare creature nemiche e altri elementi speciali.
Rispetto al precedente Boulder Dash, in alcuni livelli di Boulder Dash II compaiono due nuovi elementi introdotti in questa edizione: una massa gelatinosa non attraversabile da Rockford, ma oltrepassabile da massi e diamanti in caduta, dopo che li ha momentaneamente trattenuti per un tempo variabile; e i muri allungabili, che si espandono permanentemente a destra e sinistra se gli viene lasciato spazio libero.
Come nel gioco precedente, ci sono in totale 20 livelli, di cui 16 normali, ciascuno ampio circa come quattro schermi, e 4 livelli bonus di intermezzo, più piccoli. In questi ultimi non si perdono vite, ma se ne può vincere una completandoli con successo. Entro certi limiti si può scegliere da quale livello iniziare, e si può selezionare tra 5 difficoltà generali, che influenzano il tempo e il numero di diamanti da raccogliere. I livelli sono in genere ben più difficili di quelli del primo Boulder Dash, in compenso il manuale dà dei consigli su come affrontare ciascun livello.

## Accoglienza
Come il suo predecessore, Boulder Dash II ricevette generalmente giudizi molto positivi dalla critica. A volte però veniva fatto notare come il gioco in sostanza fosse fin troppo invariato rispetto al primo Boulder Dash (come un'espansione più che un seguito); comunque le edizioni come Rockford's Riot, che includevano entrambi i giochi, rappresentavano un ottimo affare per chi non possedesse già il primo.